# Mostownica (szczyt)
Mostownica (1250 m) (1251 m) – jeden z najwyższych szczytów w Gorcach, znajdujący się na północny wschód od Turbacza. Od masywu Kudłonia oddzielony jest przełęczą Borek. Stoki pokryte lasem mieszanym i świerkowym, wśród drzew rozrzucone oryginalne piaskowcowe formy skalne. Na jej grzbiecie znajduje się duża polana Mostownica (16 ha), od niedawna własność górali z Koniny. W dolnej części północnych zboczy znajdują się jeszcze dwie inne polany: Podmostownica i Cerla Majerzowa.
Potoki spływające ze zboczy Mostownicy zasilają Kamienicę, Rostokę i Kanię (dopływ Koniny). Południowo-wschodnimi zboczami Mostownicy zwanymi Zapadłe, wzdłuż Kamienicy prowadzi żółty szlak turystyczny. Rejon ten porasta gęsta buczyna karpacka z licznie występującym w niej czosnkiem niedźwiedzim. Las bukowy sięga tutaj znacznie wyżej, niż na przełęczy Borek. Teren jest silnie wilgotny, występują liczne młaki i cieki wodne. W ich otoczeniu, na bardziej świetlistych miejscach występują ziołorośla z takimi gatunkami, jak: modrzyk alpejski, omieg górski. W bardziej zacienionych miejscach występuje parzydło leśne.
Mostownica znajduje się na terenie Gorczańskiego Parku Narodowego, w granicach wsi Poręba Wielka w województwie małopolskim, w powiecie limanowskim, w gminie Niedźwiedź. Nie przebiega przez nią żaden szlak turystyczny.

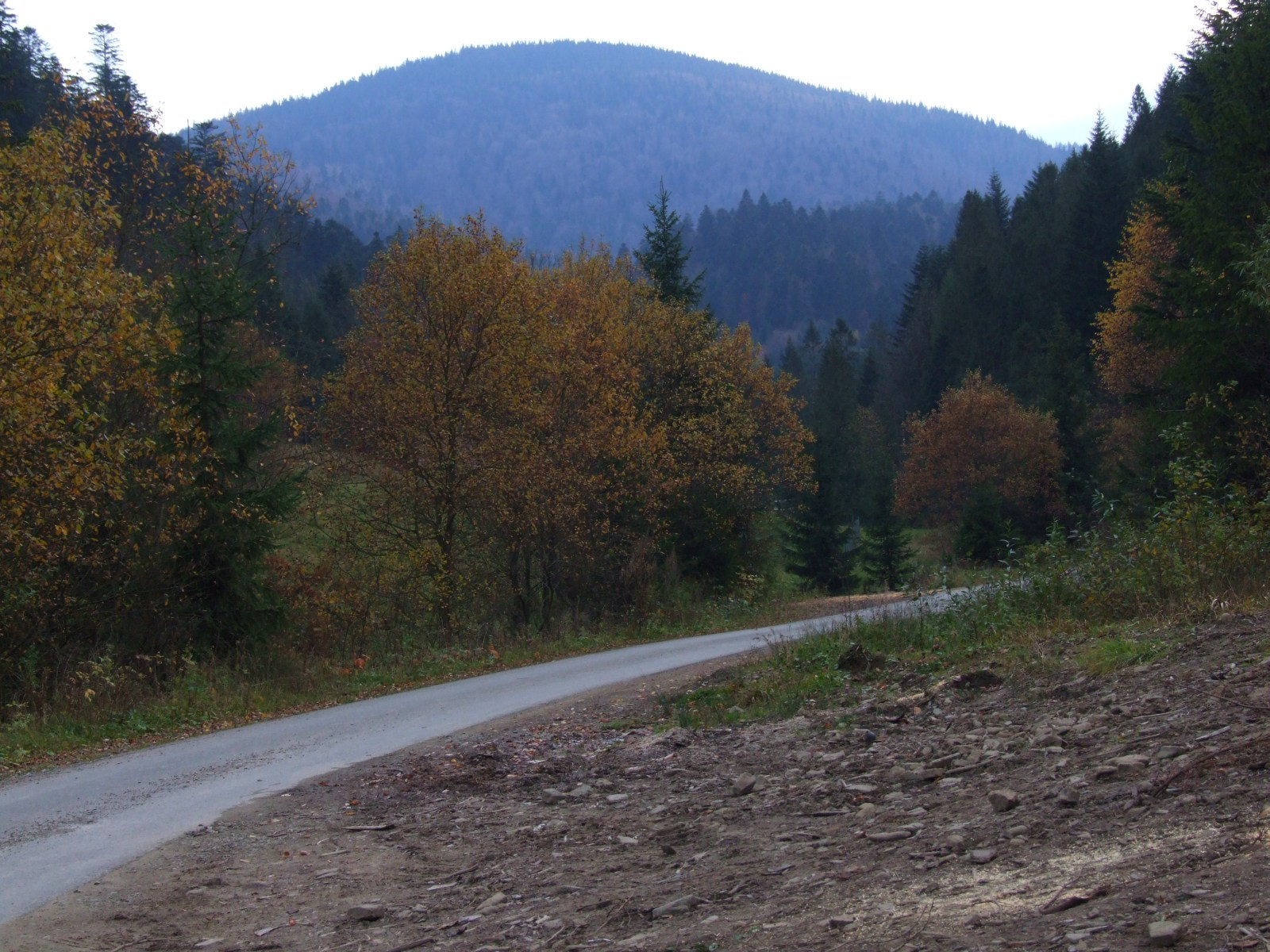
Widok na Mostownicę z Potaszni